# Rallye Griechenland 2011
Die 57. Rallye Griechenland (auch Acropolis Rally genannt) war der 7. Lauf zur FIA-Rallye-Weltmeisterschaft 2011.

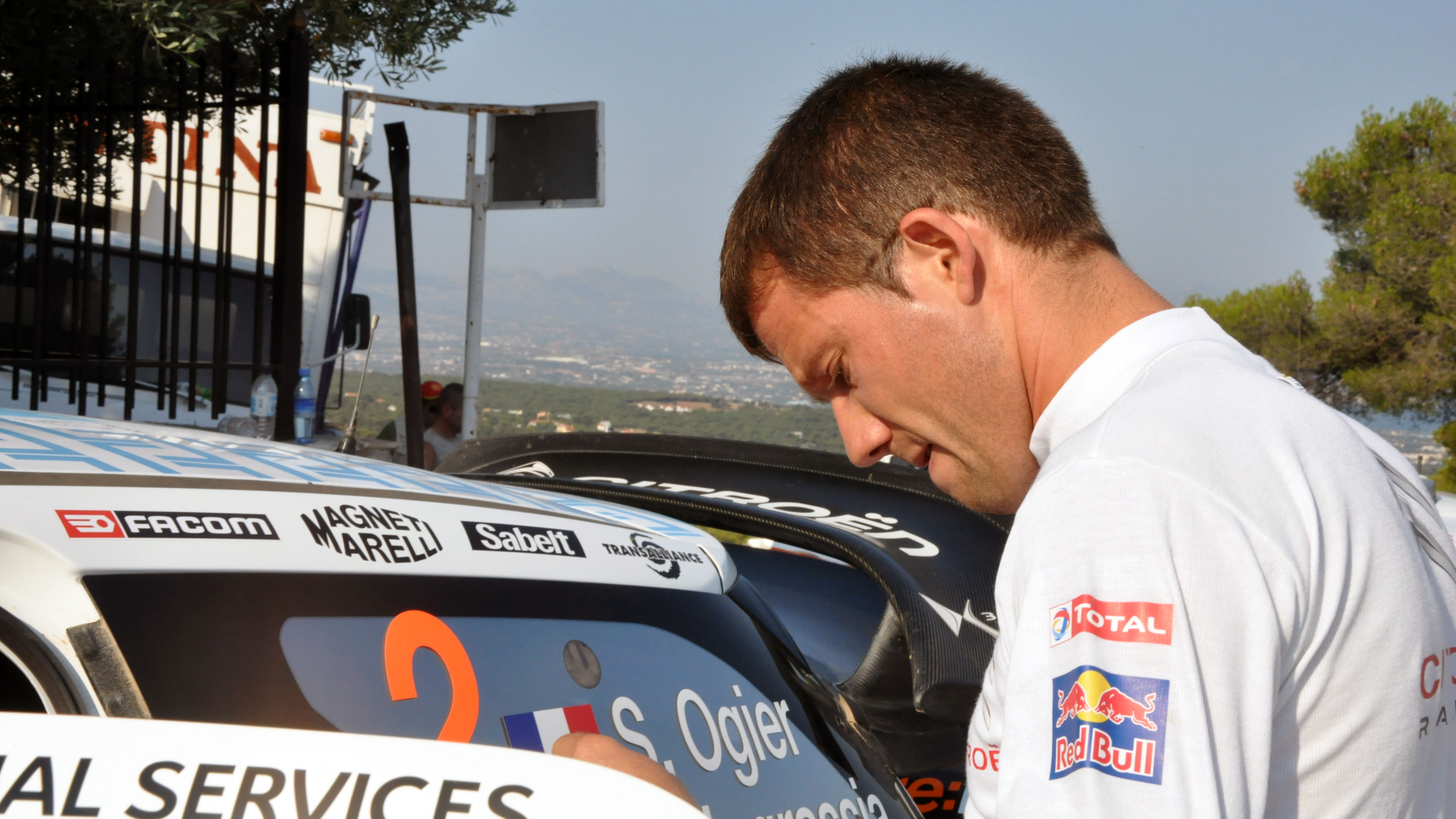
Sébastien Ogier

## Berichte

### 1. Tag (Freitag, 17. Juni)
In den ersten zwei Wertungsprüfungen distanzierte Petter Solberg (Citroën), Jari-Matti Latvala (Ford) um über 20 Sekunden. In der sechsten WP bekam Latvala Probleme mit dem Differenzial, er büßte Zeit ein. Die sechste Wertungsprüfung gewann Sébastien Loeb (Citroën), der mit 51,6 Sekunden Rückstand auf dem zweiten Platz lag nach dem ersten Tag.

### 2. Tag (Samstag, 18. Juni)
Loeb und Sébastien Ogier wurden immer schneller und gewannen am Samstag fünf von sieben Wertungsprüfungen. Ogier ging in Führung, Loeb holte ihn erst in der letzten WP, eine Nachtprüfung, wieder ein. Am Ende des Tages führte Loeb das Gesamtklassement mit 2,2 Sekunden Vorsprung auf Ogier an.

### 3. Tag (Sonntag, 19. Juni)
Zwischen Loeb und Ogier ging die Führung hin und her. Nach Wertungsprüfung 15 führte Loeb mit einem Minimalvorsprung von 0,1 Sekunden. Nach 18 Wertungsprüfungen gewann Ogier mit 10,5 Sekunden Vorsprung auf Loeb, der in Griechenland zum 100. Mal auf das WRC-Siegerpodium stieg. Hirvonen kam auf den dritten Platz, dahinter die Brüder Petter Solberg und Henning Solberg.

## Klassifikationen

### Endresultat
| Rang   | Fahrer                 | Beifahrer            | Auto                      | Zeit      | Rückstand | Punkte + Power-Stage |
| WRC    | WRC                    | WRC                  | WRC                       | WRC       | WRC       | WRC                  |
| ------ | ---------------------- | -------------------- | ------------------------- | --------- | --------- | -------------------- |
| 1      | Sébastien Ogier        | Julien Ingrassia     | Citroën DS3 WRC           | 4:04:44.3 | 00:00.0   | 25 + 3               |
| 2      | Sébastien Loeb         | Daniel Elena         | Citroën DS3 WRC           | 4:04:54.8 | 00:10.5   | 18 + 2               |
| 3      | Mikko Hirvonen         | Jarmo Lehtinen       | Ford Fiesta RS WRC        | 4:04:57.8 | 00:13.5   | 16 + 1               |
| 4      | Petter Solberg         | Chris Patterson      | Citroën DS3 WRC           | 4:05:23.1 | 00:38.8   | 12                   |
| 5      | Henning Solberg        | Ilka Minor           | Ford Fiesta RS WRC        | 4:10:09.0 | 05:24.7   | 10                   |
| 6      | Matthew Wilson         | Scott Martin         | Ford Fiesta RS WRC        | 4:11:39.0 | 06:54.7   | 8                    |
| 7      | Kimi Räikkönen         | Kaj Lindström        | Citroën DS3 WRC           | 4:13:13.7 | 08:29.4   | 6                    |
| 8      | Juho Hänninen          | Mikko Markkula       | Škoda Fabia S2000         | 4:16:19.0 | 11:34.7   | 4                    |
| 9      | Jari-Matti Latvala     | Miikka Anttila       | Ford Fiesta RS WRC        | 4:17:53.1 | 13:08.8   | 2                    |
| 10     | Dennis Kuipers         | Frédéric Miclotte    | Ford Fiesta RS WRC        | 4:19:54.4 | 15:10.1   | 1                    |
| SWRC   |                        |                      |                           |           |           |                      |
| 1 (8)  | Juho Hänninen          | Mikko Markkula       | Škoda Fabia S2000         | 4:16:19.0 | 00:00.0   | 25                   |
| 2 (11) | Bernardo Sousa         | António Costa        | Ford Fiesta S2000         | 4:21:13.6 | 04:54.6   | 18                   |
| 3 (13) | Frigyes Turán          | Gábor Zsiros         | Ford Fiesta S2000         | 4:22:36.3 | 06:17.3   | 15                   |
| 4 (14) | Hermann Gassner junior | Kathi Wüstenhagen    | Škoda Fabia S2000         | 4:23:27.7 | 07:08.7   | 12                   |
| 5 (15) | Martin Prokop          | Jan Tománek          | Ford Fiesta S2000         | 4:25:17.4 | 08:58.4   | 10                   |
| 6 (16) | Nasser Al-Attiyah      | Giovanni Bernacchini | Ford Fiesta S2000         | 4:26:23.9 | 10:04.9   | 8                    |
| 7 (18) | Eyvind Brynildsen      | Cato Menkerud        | Škoda Fabia S2000         | 4:37:41.5 | 21:22.5   | 6                    |
| 8 (23) | Karl Kruuda            | Martin Järveoja      | Škoda Fabia S2000         | 5:06:22.1 | 50:03.1   | 4                    |
| 9 (24) | Albert Llovera         | Diego Vallejo        | Abarth Grande Punto S2000 | 5:10:50.5 | 54:31.5   | 2                    |

### Wertungsprüfungen
| Tag              | WP                                    | WP                                    | Länge                                 | Start LT                              | Gewinner                              | Beifahrer                             | Auto                                  | Zeit                                  | Ø km/h                                | Leader          |
| ---------------- | ------------------------------------- | ------------------------------------- | ------------------------------------- | ------------------------------------- | ------------------------------------- | ------------------------------------- | ------------------------------------- | ------------------------------------- | ------------------------------------- | --------------- |
| Tag 1 (17. Juni) | WP1                                   | Thiva 1                               | 23,60 km                              | 09:08                                 | Petter Solberg                        | Chris Patterson                       | Citroën DS3 WRC                       | 16:39.9                               | 84,97                                 | Petter Solberg  |
| Tag 1 (17. Juni) | WP2                                   | Elatia                                | 39,10 km                              | 11:01                                 | Petter Solberg                        | Chris Patterson                       | Citroën DS3 WRC                       | 27:42.6                               | 84,66                                 | Petter Solberg  |
| Tag 1 (17. Juni) | WP3                                   | Eleftherohori                         | 18,10 km                              | 13:39                                 | Petter Solberg                        | Chris Patterson                       | Citroën DS3 WRC                       | 11:20.6                               | 95,74                                 | Petter Solberg  |
| Tag 1 (17. Juni) | WP4                                   | Rengini                               | 11,88 km                              | 14:28                                 | Petter Solberg                        | Chris Patterson                       | Citroën DS3 WRC                       | 08:40.1                               | 92,95                                 | Petter Solberg  |
| Tag 1 (17. Juni) | WP5                                   | Thiva 2                               | 23,60 km                              | 16:15                                 | Sébastien Ogier                       | Julien Ingrassia                      | Citroën DS3 WRC                       | 16:39.5                               | 85,00                                 | Petter Solberg  |
| Tag 1 (17. Juni) | WP6                                   | Mavrolimni                            | 25,05 km                              | 17:48                                 | Sébastien Loeb                        | Daniel Elena                          | Citroën DS3 WRC                       | 18:18.5                               | 82,09                                 | Petter Solberg  |
| Tag 1 (17. Juni) | Service Loutraki, 18:38 Uhr (45 Min.) |                                       |                                       |                                       |                                       |                                       |                                       |                                       |                                       | Petter Solberg  |
| Tag 2 (18. Juni) | Service Loutraki, 10:00 Uhr (15 Min.) | Service Loutraki, 10:00 Uhr (15 Min.) | Service Loutraki, 10:00 Uhr (15 Min.) | Service Loutraki, 10:00 Uhr (15 Min.) | Service Loutraki, 10:00 Uhr (15 Min.) | Service Loutraki, 10:00 Uhr (15 Min.) | Service Loutraki, 10:00 Uhr (15 Min.) | Service Loutraki, 10:00 Uhr (15 Min.) | Service Loutraki, 10:00 Uhr (15 Min.) | Petter Solberg  |
| Tag 2 (18. Juni) | WP7                                   | Klenia Mycenae 1                      | 17,41 km                              | 11:02                                 | Sébastien Ogier                       | Julien Ingrassia                      | Citroën DS3 WRC                       | 11:36.2                               | 90,03                                 | Petter Solberg  |
| Tag 2 (18. Juni) | WP8                                   | Ghymno 1                              | 26,28 km                              | 12:05                                 | Sébastien Ogier                       | Julien Ingrassia                      | Citroën DS3 WRC                       | 18:34.3                               | 84,90                                 | Petter Solberg  |
| Tag 2 (18. Juni) | WP9                                   | Kefalari 1                            | 18,40 km                              | 13:20                                 | Sébastien Ogier                       | Julien Ingrassia                      | Citroën DS3 WRC                       | 13:42.9                               | 80,50                                 | Petter Solberg  |
| Tag 2 (18. Juni) | Service Loutraki, 15:03 Uhr (30 Min.) |                                       |                                       |                                       |                                       |                                       |                                       |                                       |                                       | Petter Solberg  |
| Tag 2 (18. Juni) | WP10                                  | Klenia Mycenae 2                      | 17,41 km                              | 16:20                                 | Jari-Matti Latvala                    | Miikka Anttila                        | Ford Fiesta RS WRC                    | 11:20.0                               | 92,17                                 | Sébastien Ogier |
| Tag 2 (18. Juni) | WP11                                  | Ghymno 2                              | 26,28 km                              | 17:23                                 | Sébastien Loeb                        | Daniel Elena                          | Citroën DS3 WRC                       | 18:11.6                               | 86,67                                 | Sébastien Ogier |
| Tag 2 (18. Juni) | WP12                                  | Kefalari 2                            | 18,40 km                              | 18:38                                 | Sébastien Ogier                       | Julien Ingrassia                      | Citroën DS3 WRC                       | 13:25.2                               | 82,27                                 | Sébastien Ogier |
| Tag 2 (18. Juni) | Service Loutraki, 20:45 Uhr (30 Min.) |                                       |                                       |                                       |                                       |                                       |                                       |                                       |                                       | Sébastien Ogier |
| Tag 2 (18. Juni) | WP13                                  | Nea Politia                           | 17,71 km                              | 21:33                                 | Jari-Matti Latvala                    | Miikka Anttila                        | Ford Fiesta RS WRC                    | 12:50.9                               | 82,70                                 | Sébastien Loeb  |
| Tag 2 (18. Juni) | Service Loutraki, 22:11 Uhr (45 Min.) |                                       |                                       |                                       |                                       |                                       |                                       |                                       |                                       | Sébastien Loeb  |
| Tag 3 (19. Juni) | Service Loutraki, 08:30 Uhr (15 Min.) | Service Loutraki, 08:30 Uhr (15 Min.) | Service Loutraki, 08:30 Uhr (15 Min.) | Service Loutraki, 08:30 Uhr (15 Min.) | Service Loutraki, 08:30 Uhr (15 Min.) | Service Loutraki, 08:30 Uhr (15 Min.) | Service Loutraki, 08:30 Uhr (15 Min.) | Service Loutraki, 08:30 Uhr (15 Min.) | Service Loutraki, 08:30 Uhr (15 Min.) | Sébastien Loeb  |
| Tag 3 (19. Juni) | WP14                                  | Aghii Theodori 1                      | 19,42 km                              | 09:03                                 | Jari-Matti Latvala                    | Miikka Anttila                        | Ford Fiesta RS WRC                    | 12:49.5                               | 90,85                                 | Sébastien Ogier |
| Tag 3 (19. Juni) | WP15                                  | New Pissia 1                          | 11,37 km                              | 09:34                                 | Jari-Matti Latvala                    | Miikka Anttila                        | Ford Fiesta RS WRC                    | 08:15.1                               | 82,67                                 | Sébastien Loeb  |
| Tag 3 (19. Juni) | Service Loutraki, 11:17 Uhr (30 Min.) |                                       |                                       |                                       |                                       |                                       |                                       |                                       |                                       | Sébastien Loeb  |
| Tag 3 (19. Juni) | WP16                                  | Aghii Theodori 2                      | 19,42 km                              | 12:05                                 | Mikko Hirvonen                        | Jarmo Lehtinen                        | Ford Fiesta RS WRC                    | 12:33.7                               | 92,76                                 | Sébastien Ogier |
| Tag 3 (19. Juni) | WP17                                  | New Pissia 2                          | 11,37 km                              | 12:36                                 | Jari-Matti Latvala                    | Miikka Anttila                        | Ford Fiesta RS WRC                    | 08:04.5                               | 84,48                                 | Sébastien Ogier |
| Tag 3 (19. Juni) | WP18                                  | New Loutraki (Power-Stage)            | 4,00 km                               | 14:11                                 | Sébastien Ogier                       | Julien Ingrassia                      | Citroën DS3 WRC                       | 02:22.7                               | 100,91                                | Sébastien Ogier |
| Tag 3 (19. Juni) | Service Loutraki, 15:08 Uhr (10 Min.) |                                       |                                       |                                       |                                       |                                       |                                       |                                       |                                       | Sébastien Ogier |

### Gewinner Wertungsprüfungen
| WP             | Anzahl | Fahrer             | Auto               |
| -------------- | ------ | ------------------ | ------------------ |
| 5, 7–9, 12, 18 | 6      | Sébastien Ogier    | Citroën DS3 WRC    |
| 10, 13–15, 17  | 5      | Jari-Matti Latvala | Ford Fiesta RS WRC |
| 1–4            | 4      | Petter Solberg     | Citroën DS3 WRC    |
| 6, 11          | 2      | Sébastien Loeb     | Citroën DS3 WRC    |
| 16             | 1      | Mikko Hirvonen     | Ford Fiesta RS WRC |

### Fahrer-WM nach der Rallye
| Platz | Fahrer             | Punkte |
| ----- | ------------------ | ------ |
| 1     | Sébastien Loeb     | 146    |
| 2     | Mikko Hirvonen     | 129    |
| 3     | Sébastien Ogier    | 124    |
| 4     | Jari-Matti Latvala | 76     |
| 5     | Petter Solberg     | 73     |

### Team-Weltmeisterschaft
| Platz | Team               | Punkte |
| ----- | ------------------ | ------ |
| 1     | Citroën WRT        | 250    |
| 2     | Ford WRT           | 195    |
| 3     | Stobart WRT        | 87     |
| 4     | Petter Solberg WRT | 61     |